# Geografia d'Ucraïna
Ucraïna té una posició estratègica a l'est d'Europa, limitant, en el sentit de les agulles del rellotge, amb Belarús al nord, Rússia al nord-est i a l'est, la Mar d'Azov, l'estret de Kertx i la mar Negra al sud, Romania i Moldàvia al sud-oest, i Hongria, Eslovàquia i Polònia a l'oest. La Mar Negra separa Ucraïna també de Geòrgia, Turquia i Bulgària, com també de Romania i Rússia, països ja mencionats com a fronterers per terra.
La part nord dels Carpats (pic més alt Hoverla, de 2.061 metres) arriba a l'occident d'Ucraïna, però la major part de l'estat ucraïnès comprèn regions d'estepa. El gran riu Dnièper travessa Ucraïna de nord a sud i desemboca a la mar Negra prop de la desembocadura del Buh Meridional, al nord de Crimea. La frontera amb Rússia és la més llarga i s'estén fins a la Mar d'Azov, seguida en llargada per la frontera amb Belarús.

## Divisió administrativa
Ucraïna se subdivideix en 24 províncies, o óblasti, i una república autònoma: Crimea (número 4 al mapa). A més, les ciutats de Kíev (dintre del número 12 al mapa) i Sebastòpol (dintre de Crimea) tenen un estatus especial.
| 1. Txerkassy 2. Txerníhiv 3. Txernivtsí 4. Crimea 5. Dnipropetrovsk 6. Donetsk 7. Ivano-Frankivsk 8. Khàrkiv 9. Kherson 10. Khmelnitski | 1. Kirovohrad 2. Kíev 3. Luhansk 4. Lviv 5. Mikolaiv 6. Odessa 7. Poltava 8. Rivne 9. Sumi 10. Ternópill | 1. Vínnytsia 2. Volínia 3. Transcarpàcia 4. Zaporíjia 5. Jitòmir |

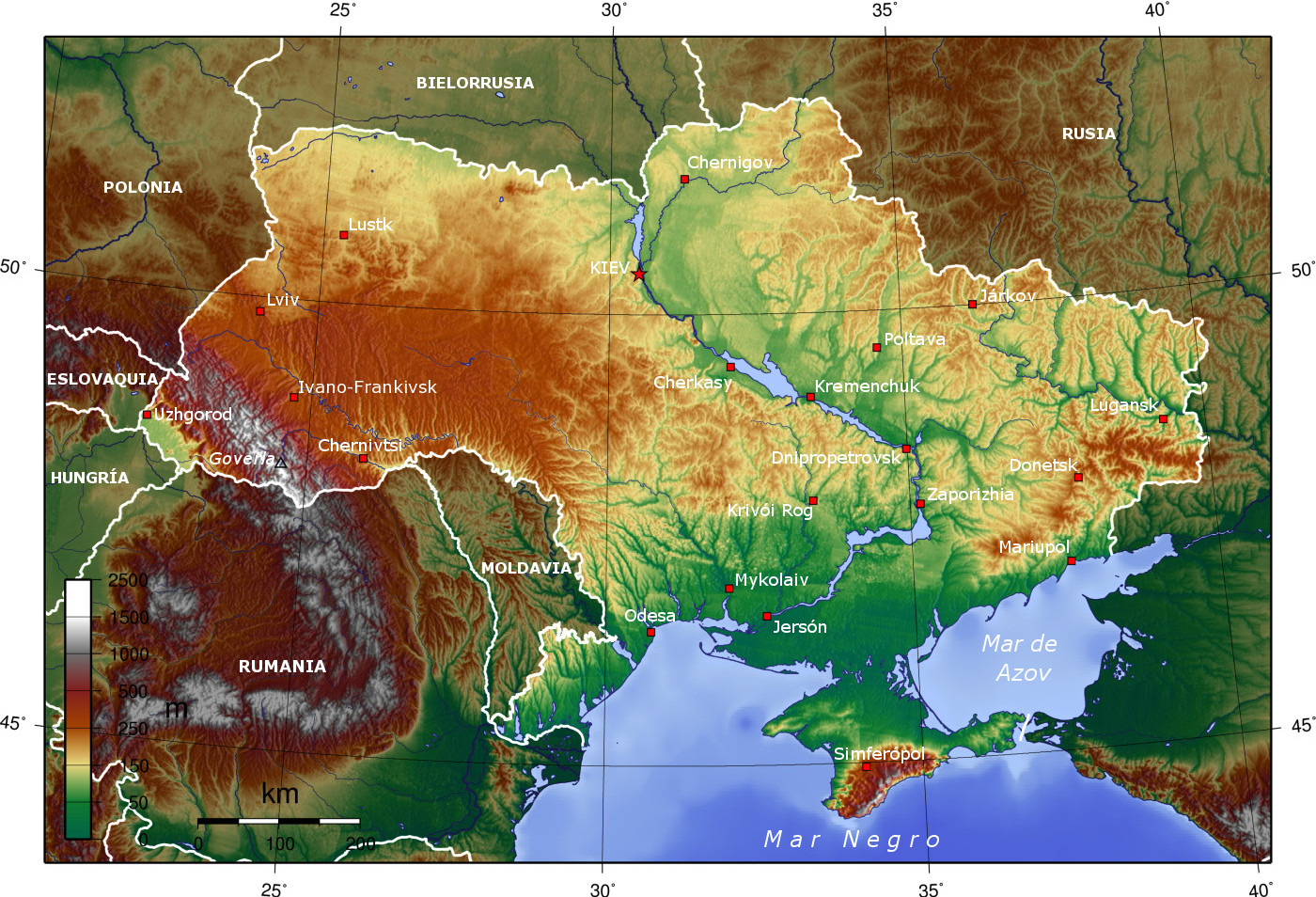
Mapa topogràfic d'Ucraïna (en castellà).

El paisatge ucraïnès està format, majoritàriament, per fèrtils planes suaument ondulades o estepes i altiplans baixos, creuades per importants rius com el Dnièper o el Dnièper, el Dnister i el Buh Meridional que desemboquen a la mar Negra, on formen els seus lymans (un tipus d'estuari), i el Síverskyi Donets, un tributari del riu Don, aquest últim un riu de Rússia que desemboca a la mar d'Azov. Al sud-oest, el delta del Danubi forma la frontera amb Romania.
Les muntanyes es troben principalment a l'oest, on formen part de la serralada dels Carpats. El punt més alt, tant dels Carpats ucraïnesos com d'Ucraïna, és la muntanya o horà Hoverla, de 2.061 m. A Crimea hi ha una petita serralada a la zona costanera del sud que s'anomena les Muntanyes de Crimea (Кри́мські го́ри, Krymski hory en ucraïnès, Qırım dağları en tàtar de Crimea), la muntanya més alta de la qual és la muntanya o horà de Roman-Koix (1.545 m). En realitat el país forma part de la gran plana europea que va des d'Alemanya fins als Urals. També comprèn la part final de l'estepa euroasiàtica que comença a Mongòlia.

## Clima
Ucraïna té un continental temperat: els hiverns són freds i els estius calorosos. Al sud de la península de Crimea, però, hi ha un clima mediterrani que s'apropa al subtropical. Les costes de la mar Negra i de la mar d'Azov estan sotmesa a gelades i cap dels ports ucraïnesos no està permanentment lliure de gel l'hivern. Les precipitacions són majors al nord i a l'oest, i, en general, disminueixen cap al sud.

## Hidrografia
Categoria principal: Rius d'Ucraïna

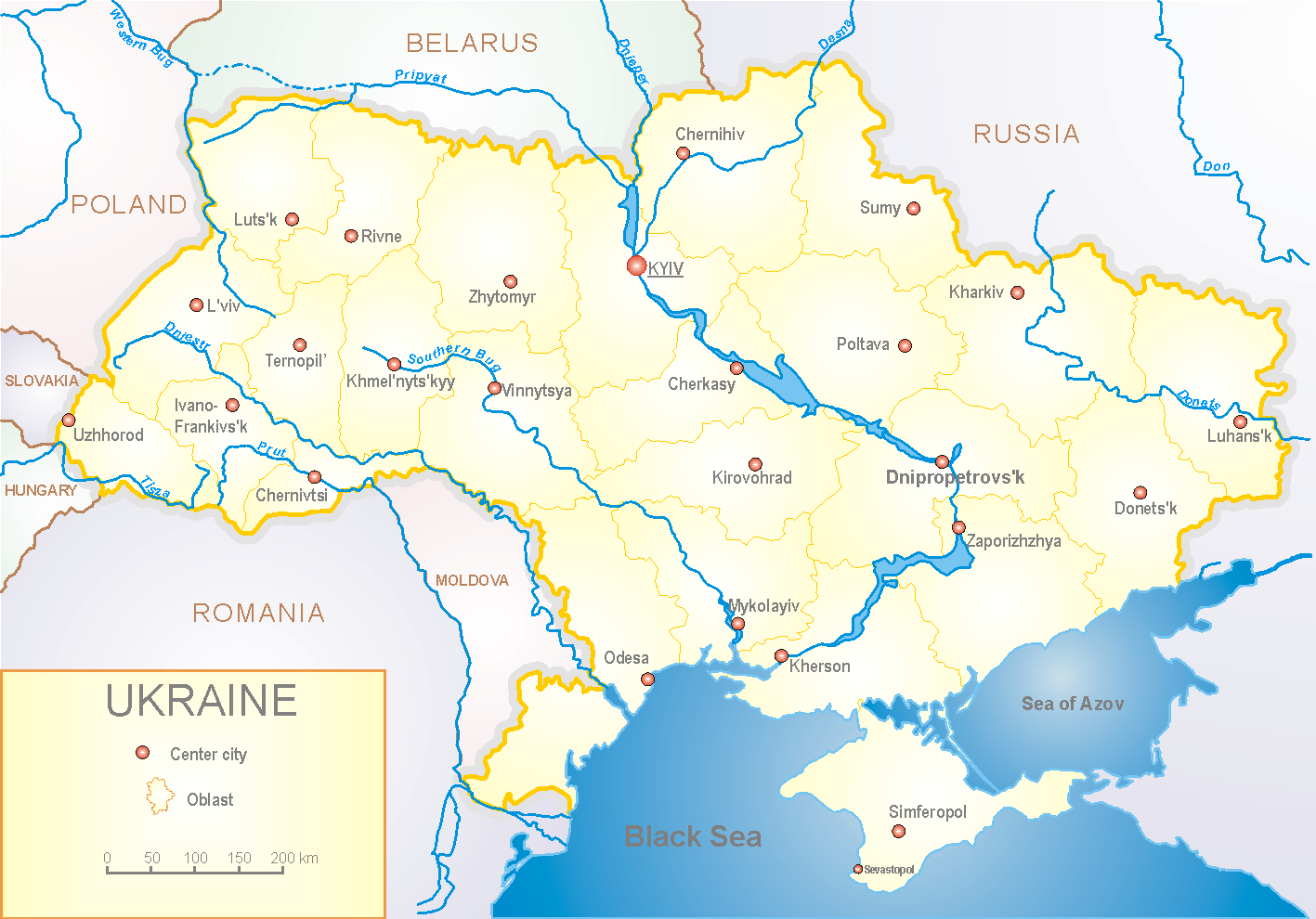
Mapa dels rius majors d'Ucraïna (en anglès)

Ucraïna té una riquesa de rius: El Dnister, el Buh Meridional (Pivdennyi Buh), el Horýn i el Styr (afluents del riu Prypiat), l'Inhulets (tributari del Dnièper), el Slutx (tributari del Horýn) i el Buh Occidental (Zàkhidnyi Buh) irriguen la regió oest; el Dnièper el centre i els rius Síverskyi Donets -afluent del riu Don (a Rússia)-, Desnà i Psel (afluents del Dnièper) a l'est. Els rius que desemboquen a la mar Negra o a la d'Azov sovint formen estuaris de tipus lyman.

### Principals rius de la conca de la mar Negra
Alguns dels rius importants que banyen el territori ucraïnès són:

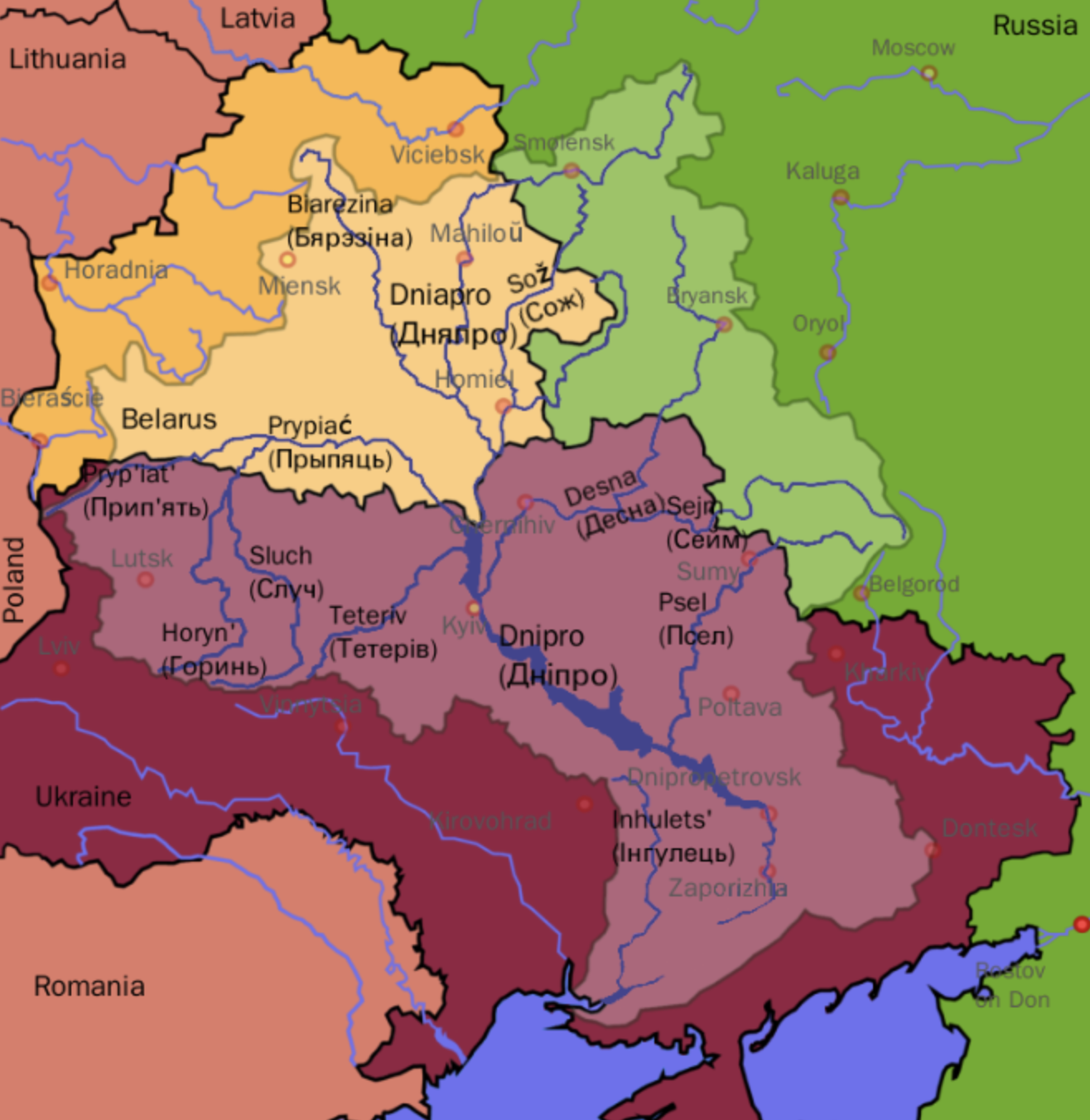
Mapa de la conca del Dnièper (en belarús, ucraïnès i anglès)

- Dnièper (ucraïnès: Дніпро́, Dnièper; belarús: Дняпро, Dniapró; rus: Днепр, Dnièper, tàtar de Crimea: Özü, 2201 km), és el quart riu més llarg d'Europa i el riu més important d'Ucraïna. Neix a Rússia, a l'altiplà o planell de Valdai (Валда́йская возвы́шенность o Валда́й, Valdàiskaia vozvýsxennost o Valdai), prop de Botxarovo (Бочарово), a l'óblast de Smolensk, passa per Belarús i Ucraïna, i desaigua a la mar Negra. La desembocadura es troba prop del port d'Otxàkiv, entre les óblasts ucraïneses de Mikolaiv i de Kherson i al nord de Crimea. Comparteix un enorme estuari de tipus lyman que es diu Dniprovskyi o DniproBuzkyi Lyman amb el Pivdennyi Buh o Buh Meridional. La major part del riu es troba a Ucraïna: té una llargada de 2285 km, 485 km dels quals travessen Rússia, 595 km Belarús, i 1.095 km Ucraïna. La seva conca cobreix 504.000 kilòmetres quadrats, dels quals 289.000 km² són a Ucraïna.
- Dnister (Дні́стер o Дністе́р, anomenat Днестр, Dnièster a Rússia, 1362 km), travessa Ucraïna i Moldàvia abans de desembocar a la mar Negra.
- Danubi (Дуна́й, Dunái, en ucraïnès, 2860 km) - una part de la desembocadura (a mar Negra) es troba a Ucraïna.
- Buh Meridional o Pivdennyi Buh o Boh (Півде́нний Буг, 806 km) - Tot ell dins Ucraïna, desemboca a la mar Negra.
  - Syniukha (Синюха, 111 km), afluent esquerra del Pivdennyi Buh, neix de la confluència del Velyka Vys (Велика Вись) i Tikytx (Тікич), flueix per les óblasts de Kirovohrad i Mikolaiv

#### Principals rius de la conca de la mar d'Azov

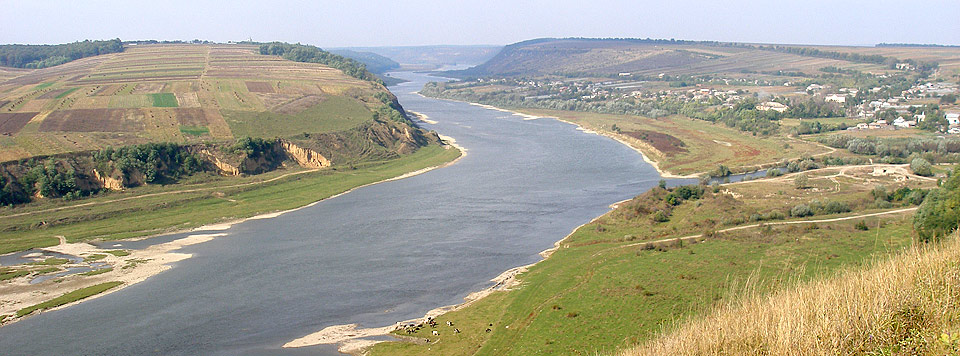
Desembocadura del riu Seret al Dnister.

- Síverskyi Donets (Сі́верський Доне́ць), tributari del riu Don (conca de la mar d'Azov).
  - Oskil (Оскіл, 436 km), afluent esquerra del Síverskyi Donets (conca de la mar d'Azov).
- Molotxna (Моло́чна, 197 km), riu de la província de Zaporíjia, desemboca al seu lyman de la mar d'Azov
- Kàlmius (Ка́льміус, 209 km), riu de l'óblast de Donetsk, desemboca a la mar d'Azov a la ciutat de Mariúpol (Маріуполь).
- Riu Miús (Міу́с, 258 km), neix a l'óblast de Donetsk, passa breument per l'óblast de Luhansk abans de tornar a l'óblast original. Rep les aigües del Krynka, entra a Rússia i desemboca al seu lyman a la mar d'Azov.

#### Principals rius de la conca de la mar Bàltica

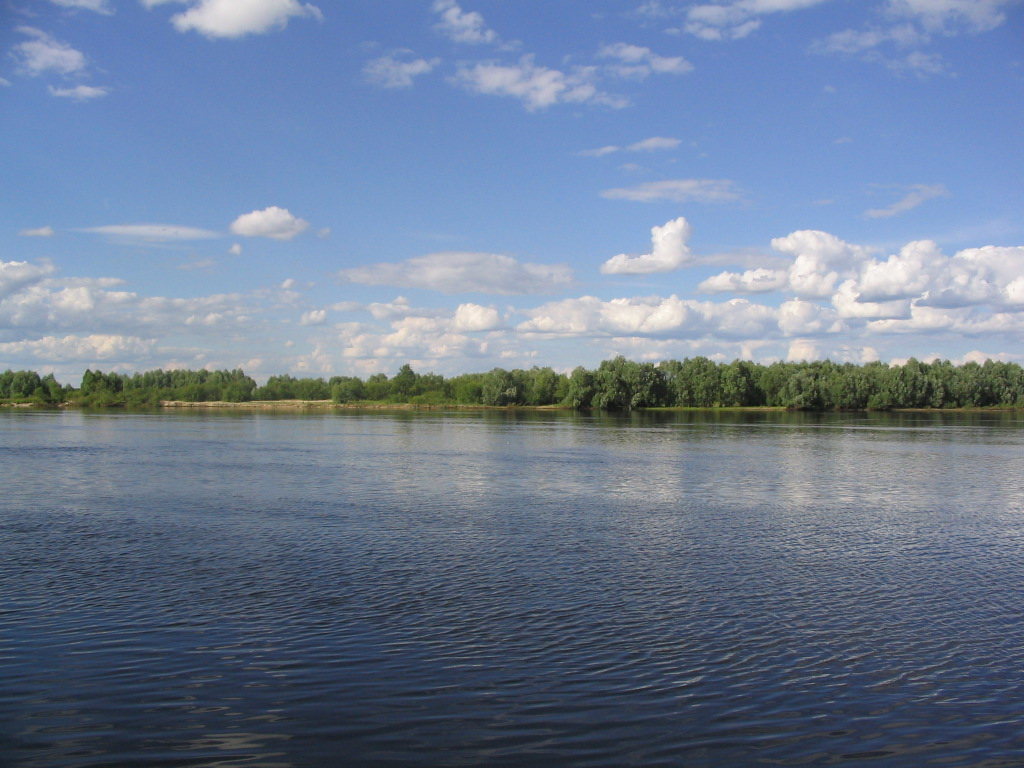
El riu Prípiat vora la ciutat de Mózyr o Mazyr, Belarús

- Buh Occidental o Zàkhidnyi Buh (ucraïnès: За́хідний Буг, Zàkhidnyi Buh; belarús: Захо́дні Буг, Zakhodni Buh; polonès: Bug, 813 km), compartit amb Belarús i Polònia, és un tributari del Vístula (Wisła).
- Riu San o Sian (ucraïnès: Сян, Sian; polonès: San, 444 km), tributari del Vístula (Wisła), neix als Carpats, a la província de Lviv, per de seguida endinsar-se a Polònia, on té la majoria del seu curs.

#### Tributaris del Dnièper

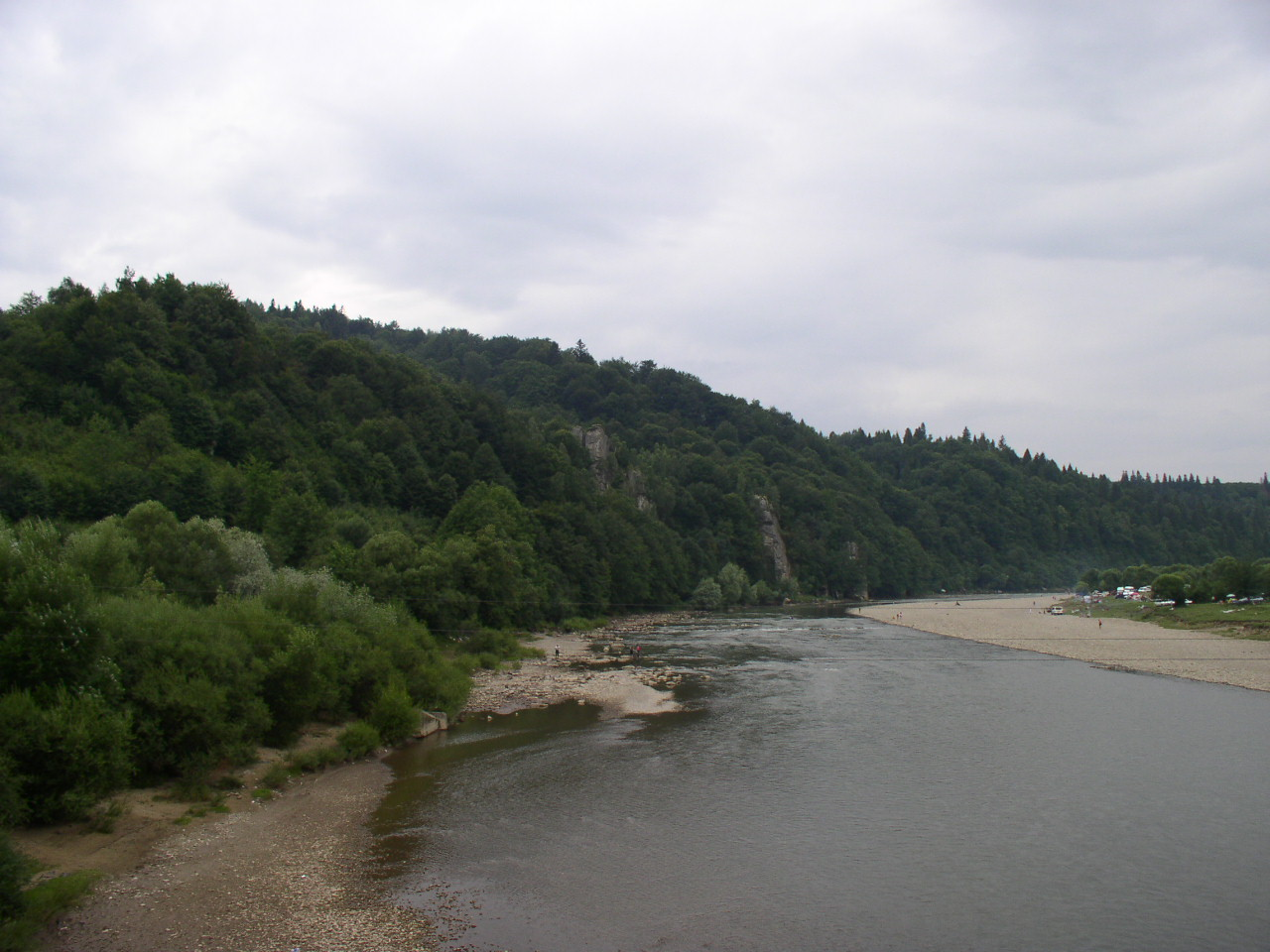
El riu Stryi, a la província de Lviv

- Riu Prípiat riu de 775 km, tributari dret del Dnièper, compartit amb Belarús, passa per la ciutat abandonada del mateix nom. (Vegeu Prípiat, Txernòbil i Accident de Txernòbil).
- Riu Desnà (Десна) - de 1130 km (591 a Ucraïna). Aquest tributari esquerre del Dnièper neix a Rússia, a l'altiplà de Smolensk, i passa per les óblasts russes de Smolensk i Briansk, i després les óblasts ucraïneses de Txerníhiv i Kíev. Desemboca al Dnièper a l'altura de la ciutat de Kíev. El nom vol dir "mà dreta", tant en ucraïnès antic o antic eslau oriental, com en ucraïnès modern).
- Riu Sula (Су́ла, 310 km), tributari esquerre del Dnièper, neix al poble de Sula, a la província de Sumi, i travessa també la província de Poltava abans d'entrar a l'embassament de Krementxuk (Кременчу́к). (El riu Udai (Уда́й, 327 km) és, al seu torn, tributari del riu Sula).
- Riu Inhulets o Petit Inhul (Інгуле́ць o Ма́лий Інгу́л, Malyi Inhul, 549 km). Afluent dret del Dnièper, passa per Oleksandria (Олександрія), Kryvíi Rih (Кривий Ріг), la ciutat d'Inhulets (Інгулець), el poble d'Inhulets i Snihúrivka (Снігурівка).
- Riu Psel o Psiol (ucraïnès: Псел, Псьол, Псло, Psel, Psiol, Pslo; rus: Псёл, Psiol; 717 km, 502 pel territori d'Ucraïna), tributari esquerre del Dnièper, neix a l'óblast de Bélgorod, Rússia, i passa per les óblasts de Sumi i Poltava a Ucraïna. Desemboca al Dnièper a Kremetxuk (Кременчу́к)
- Riu Samara (Сама́ра, Самар, Самарь, Samara, Samar, Samar', 311 km), tributari esquerre del Dnièper, neix a l'óblast de Donetsk i travessa també les óblasts de Khàrkiv i Dnipropetrovsk
- Riu Tèteriv (Те́терів, 365 km), tributari dret del Dnièper, travessa les óblasts de Jytòmyr i Kíev.
- Riu Vorskla (ucraïnès i rus: Во́рскла, 464 km, 336 a Ucraïna), tributari esquerre del Dnièper, neix a l'óblast de Bélgorod, Rússia, i passa per les óblasts de Sumi i Poltava, a Ucraïna. Desemboca al Dnièper prop del poble de Svitlohirske (Світлогі́рське).
- Riu Ros o Ros' (Рось, 346 km), tributari dret del Dnièper, neix al poble d'Ordyntsi (Ординці), província de Vínnytsia, i travessa també les óblasts de Kíev i Txerkassy abans de desembocar a l'embassament de Krementxuk.

#### Tributaris del Dnister

"Camp de sègol" (1878), imatge d'estepa boscosa del pintor rus, Ivan Xixkin (1832-98)

- Seret (Сере́т, E, 242 km) - afluent esquerra del Dnister a les óblasts de Ternópill i Lviv. Passa per les ciutats de Txortkiv i Ternópill, i també els "assentaments de tipus urbà" de Velyka Berezóvytsia (Велика Березовиця), Mykúlyntsi (Мику́линці) i Zaliztsi (Залізці) (província de Ternópill). Desemboca al Dnister prop del poble de Horodok (Городок). (No s'ha de confondre amb el riu Siret, que a vegades també es diu Seret (Сірет, Серет), un afluent esquerre del Danubi, ni amb el riu homònim però més petit, de la província de Lviv, afluent del Pobuk i que passa pel poble de Drohóbytx (Дрогóбич).
- Stryi (Стрий, 230 km) - afluent dret del Dnister a la província de Lviv.
- Svitxa (Свіча, D, 107 km), neix a l'óblast d'Ivano-Frankivsk, al massís dels Gorgan·y (Ґорґа́ни), als Carpats.
- Límnytsia, també Lómnytsia (Лі́мниця, Ло́мниця, D, 122 km), neix al mont Buixtul (Буштул), també al massís dels Gorgan·y (Ґорґа́ни).
- Strypa (Стри́па, E, 135 km)
- Zbrutx (Збруч, E, 247 km). El 1848, vora el riu es va trobar una escultura en forma de columna amb un cap de 4 cares, que es va anomenar l'ídol del Zbrutx. Representa una deïtat eslava i data del segle ix.
- Smótrytx (Смо́трич, E, 169 km)
- Úixytsia (У́шиця, E, 122 km), passa pel poble de Zínkiv (Зі́ньків), (província de Khmelnitski), famós pel seu pa negre i els seus embotits.
- Murafa (Мура́фа, E, 163 km)
- Răut o Réut (romanès: Răut; jiddisch: רעװעט, transcrit: révet; ucraïnès: Реу́т o Ре́ут, transcrit: Réut o Reüt; D, 286 km), banya el territori de Moldàvia, passant per Bălţi, Orhei i Floreşti.
- Riu Bîc o Bîcul (moldau o romanès: Râul Bîc o Bîcul; ucraïnès: Бик, Byk, D, 155 km) és un riu a Moldàvia, afluent dret del Dnister.
- Riu Kutxurhan (Кучурган, E, 109 km)
- Riu Jvàntxyk (Жванчик, E, 107 km), neix al poble de Klynove (Клинове).

#### Tributaris del Danubi/Conca del Danubi
- Riu Tyssa o Tisza (hongarès: Tisza; romanès, serbi i eslovac: Tisa, ucraïnès: Тиса, Tyssa, 966 km) - neix a Transcarpàcia, afluent esquerra del Danubi.
- Riu Prut (Прут, 953 km) - afluent esquerra del Danubi, neix als Carpats d'Ucraïna i passa també per Romania i Moldàvia.
- Riu Siret o Seret (Сірет o Серет) afluent esquerra del Danubi.
- Riu Uj (Transcarpàcia) (ucraïnès: Уж; eslovac: Uh; hongarès: Ung, 133 km, 112 a Ucraïna), riu a Transcarpàcia i Eslovàquia oriental, afluent esquerra del Làborets o Làborec (eslovac: Laborec, pronunciat Làborets; ucraïnès: Ла́борець, Làborets). Dona nom a la ciutat ucraïnesa d'Újhorod, capital de la Transcarpàcia. No s'ha de confondre amb el riu Uj o Uixa, tributari del Prípiat.

#### Tributaris del Desnà (conca del Dnièper)
- Riu Seim (Сейм, 717 km) - neix a l'óblast de Kursk, a Rússia i passa per Ucraïna, on desemboca al Desnà. Travessa la ciutat de Batúryn, a la província de Txerníhiv. Afluent esquerra i més important del Desnà.
- Riu Oster (Осте́р, 199 km) - Neix a la província de Txerníhiv, afluent esquerra del Desnà.
- Riu Snov (Снов, 233 km) - Neix a l'óblast de Briansk, a Rússia. El Snov sol congelar-se entre el novembre i el gener, i no li arriba el desgel fins al març o abril.
- Riu Úbid (У́бідь, 106 km) - Neix a la província de Txerníhiv, afluent dret del Desnà.

#### Tributaris del Prípiat (conca del Dnièper)
- Riu Horýn o Harýn (belarús: Гары́нь, Harýn; ucraïnès: Гори́нь, Horýn, 659 km, 82 dels quals a Belarús), afluent dret del Prípiat que neix a Ucraïna, a la província de Ternópill, passa per les de Khmelnitski i Rivne abans d'entrar a Belarús, al vóblasts de Brest (Брэсцкая вобласць, Brèstskaia vóblasts, també Берасьце́йская во́бласьць, Berastséiskaia vóblasts) 
  - Riu Slutx (Ucraïna) (Случ, 451 km). Tributari dret del Horýn, neix al poble de Txervonnyi Slutx (Червоний Случ, "Slutx Vermell") a la província de Khmelnitski i desemboca prop del poble de Veliun (Велюнь), província de Rivne.
- Riu Uj (Prípiat) o Uixa (Уж, Уша, 256 km). Tributari dret del Prípiat. Travessa l'oest de la regió històrica de Políssia, als óblasts de Jitòmir i Kíev. No s'ha de confondre amb el riu Uj a la Transcarpàcia i Eslovàquia.

### Centrals hidroelèctriques

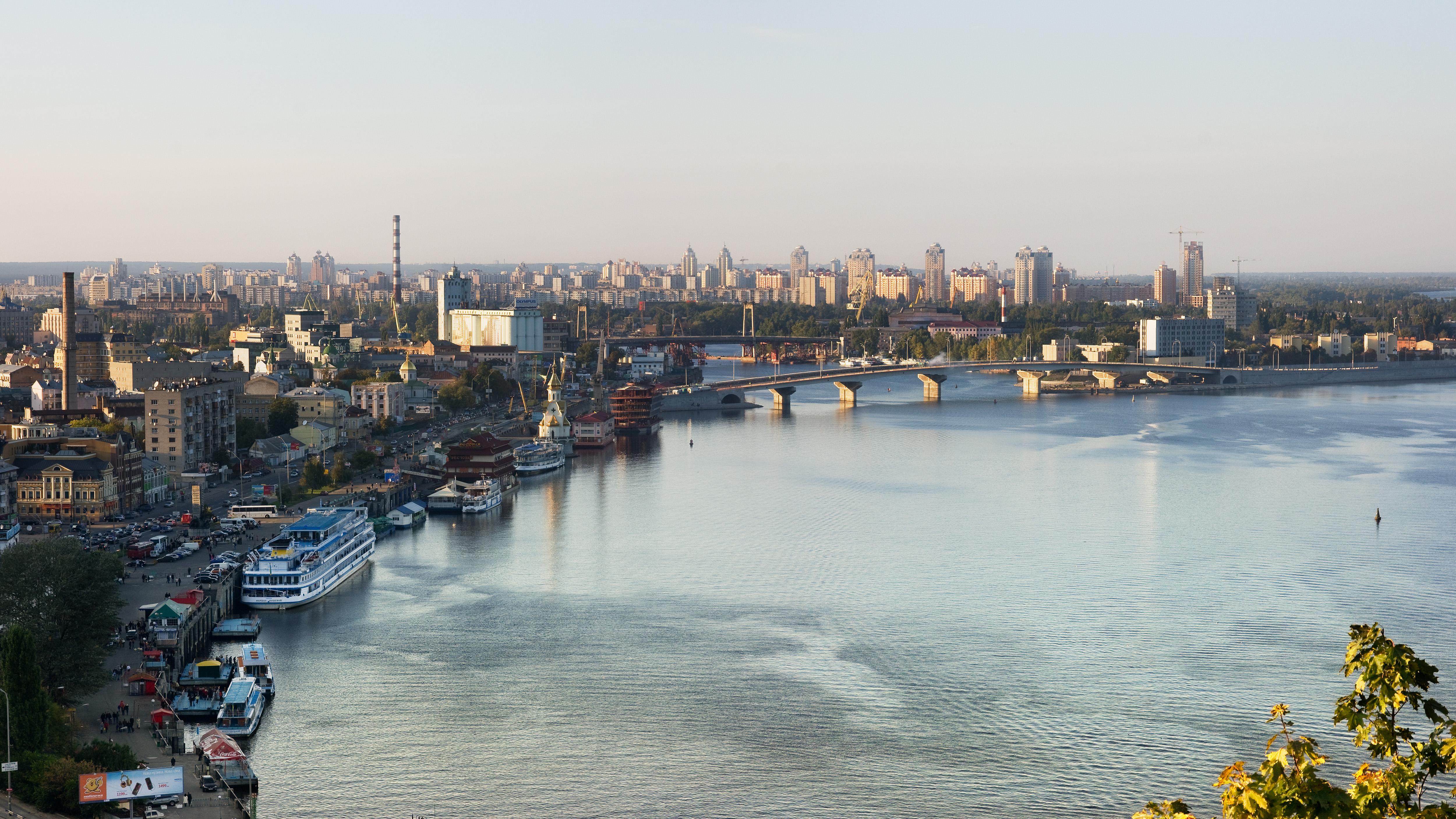
Un detall del Dnièper a Kíev

La producció elèctrica compta amb moltes centrals hidroelèctriques (abreviades "ГЕС", és a dir, HES, en ucraïnès). El 1988, Ucraïna comptava amb un total de 1077 embassaments. Alguns dels més importants pertanyen a la sèrie o "cascada de centrals hidroelèctriques del Dnièper" (Каскад гідроелектростанцій на Дніпрі, Kaskad hidroelektrostantsii na Dniprí, també Дніпро́вський каска́д ГЕС, Dniprovskyi kaskad HES), que corresponen als 6 embassaments del Dnièper:
- Central hidroelèctrica de Kíev (Ки́ївська ГЕС, Kýiivska HES), a l'embassament de Kíev (Ки́ївське водосхо́вище, Kýiivske vodoskhovysxe)
- Central hidroelèctrica de Kàniv (Ка́нівська ГЕС, Kànivska HES), a l'embassament de Kàniv (Ка́нівське водосхо́вище, Kànivske vodoskhovysxe)
- Central de Krementxuk (Кременчуцька ГЕС, Krementxutska HES), a l'embassament de Krementxuk (Кременчу́цьке водосхо́вище, Krementxutske vodoskhovysxe);
- la de Central Dnièper (Середньодніпровська ГЕС, Seredniodniprovska HES), a l'embassament de Kamianske (Кáм'янське водосхо́вище, Kamianske vodoskhovysxe);
- la més gran i més antiga, que s'anomena Dniprovska HES o DniproHES (Дніпро́вська ГЕС, Dniprovska HES, ДніпроГЕС, DniproHES, "HES" o "Central hidroelèctrica del Dnièper"), a la ciutat de Zaporíjia, amb el seu embassament (Дніпро́вське водосхо́вище, Dniprovske vodoskhovysxe);
- Central de Kakhovka (Кахо́вська ГЕС, Kakhovska HES), amb el seu embassament (Кахо́вське водосхо́вище, Kakhovske vodosxovysxe).[4]

## Ecoregions
Segons WWF, el territori d'Ucraïna es reparteix en sis ecoregions:
- Bosc caducifoli temperat:
  - Bosc mixt de l'Europa central, al nord i al nord-oest
  - Bosc estepari de l'Europa oriental, al centre i al nord-est
  - Bosc mixt de Panònia, a l'extrem sud-oest
  - Complex forestal sub-mediterrani de Crimea, al sud de Crimea
- Bosc temperat de coníferes: Bosc muntanyós dels Carpats, a les muntanyes del sud-oest
- Prats: Estepa Pòntica, al sud i l'est del país.

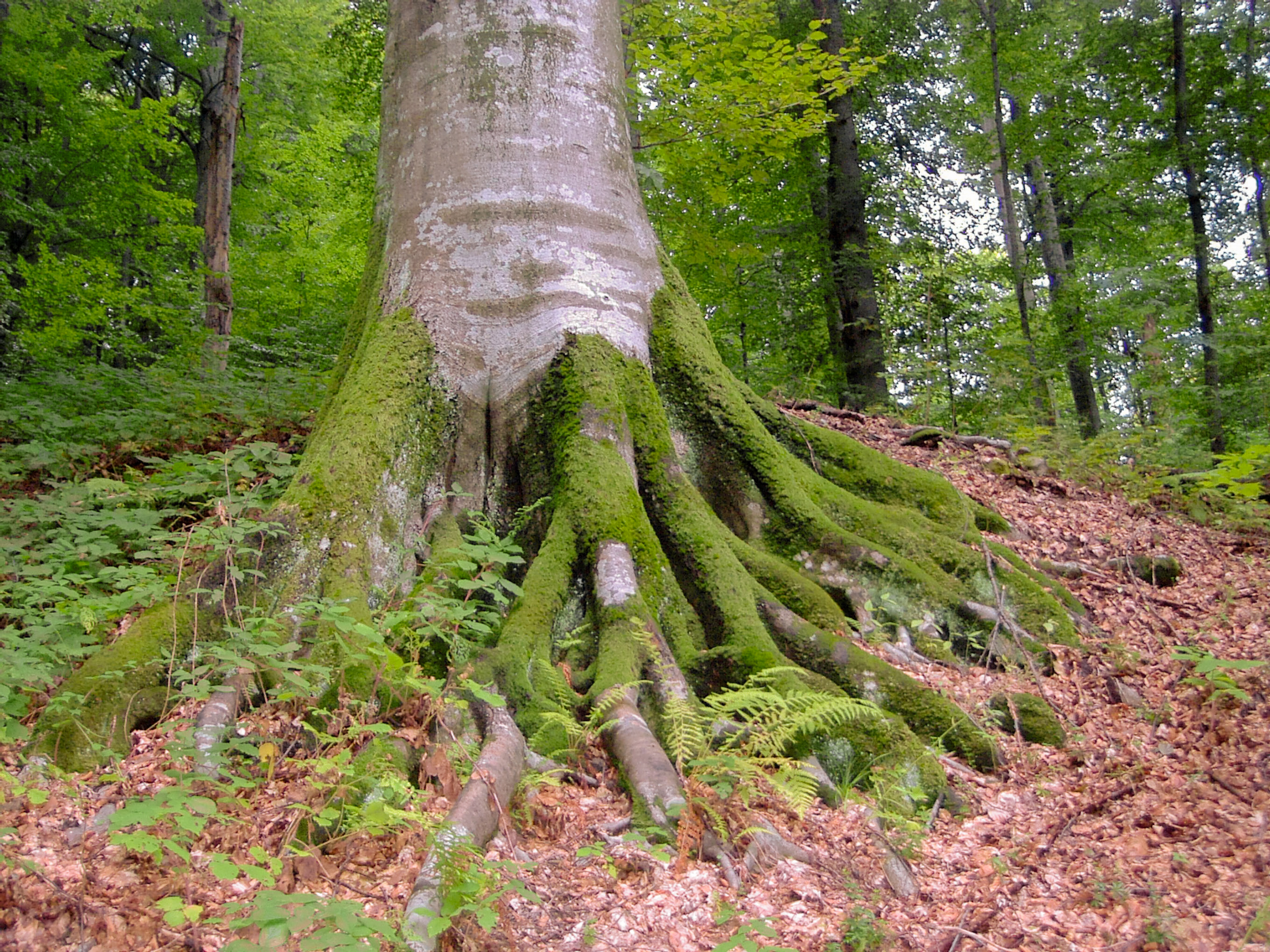
Algunes de les fagedes més antigues i extenses del món es troben als Carpats d'Ucraïna.

També hi ha un esquema més general en el qual es divideix en quatre ecoregions, bàsicament coincidint amb les de dalt però més generalitzades:
- Per una banda, hi ha els Carpats, al cantó sud-oest del país, que formen una faixa diagonal. Després hi ha tres faixes que creuen el país en el sentit est-oest, que serien, començant pel sud:
- L'estepa (степ, step), zona de grans extensions de gramínies, comprenent tot el sud, incloent Crimea i la majoria de l'óblast d'Odessa, i les óblasts de Kherson, Mikolaiv, una part de la de Donetsk, Dnipropetrovsk i la franja sud de la de Kirovohrad.
- La faixa central s'anomena estepa boscosa (lissostep), zona de transició entre l'estepa i la zona de bosc temperat, consistent en grans espais de prat entre-barrejat amb àrees de bosc caducifoli i mixt temperat. Cobreix tot el centre del país des de l'óblast de Luhansk i la part nord de la de Donetsk, passant per les de Khàrkiv, Poltava, Txerkassy, la franja nord de la de Kirovohrad, Vínnytsia, Khmelnitski, Ternópill, la part nord de Lviv, i les parts sud de les óblasts de Sumi, Txerníhiv, Kíev, Jitòmir, Rivne i Volýn. Dins de la faixa central, hi ha algunes petites "serralades" o sistemes de pujols o tossals, com els Tovtry o Podilski Tovtry.

- La faixa del nord és la de bosc temperat, que coincideix amb la regió històrica i socio-cultural de Políssia (Полісся, Políssia), consistent principalment en zona de bosc caducifoli i mixt temperat, amb algunes extensions d'aiguamolls boscosos. Cobreix les zones nord de les óblasts de Sumi, Txerníhiv, Kíev, Jitòmir, Rivne i Volýn.

## Terra negra
Ucraïna és coneguda també per la seva terra negra o txornozem (чорнозе́м), un sòl molt ric en humus, minerals i microelements i altament fèrtil, que fer del país una de les productores d'aliments majors de la Unió Soviètica. Arriba a unes capes de fins a 2 metres a Ucraïna i, d'acord amb l'Entsyklopèdiia ukraïnoznavstvo, ocupa un 44% del seu territori (i del món, un 6%), o d'acord amb l'Encyclopedia of Ukraine, comprèn un 41% del sòl i es troba a les regions estepàries i a una part de Crimea. Ha ocupat un lloc tan important que l'Imperi Rus en va portar un cub enorme de vidre per exposar com a "meravella" a una de les exposicions universals de París, i les forces d'ocupació alemanya durant la Segona Guerra Mundial n'exportaren trens sencers de vagons plens cap a Alemanya. La zona de terra negra d'Ucraïna és part d'una zona més extensa que també passa pel sud de Rússia -la zona de terra negra central - (una secció de la qual comprèn part de la regió històrica ucraïnesa de Slobidska Ukraïna), i per Kazakhstan.

## Parcs naturals
A Ucraïna hi ha set reserves de la biosfera reconegudes per la UNESCO i divuit parcs nacionals, a part d'altres parcs naturals i reserves naturals.
- Parc nacional dels Carpats (Карпа́тський націона́льний приро́дний парк, Karpatskyi natsionalnyi pryrodnyi park). A l'óblast d'Ivano-Frankivsk, cobreix una àrea de 505,03 km² i comprèn part de la fageda verge dels Carpats.
- Parc nacional dels Tovtry de Podíl·lia (Національний природний парк «Подільські То́втри», Natsionalnyi pryrodnyi park "Podilski Tovtry", literalment: Parc natural nacional dels Podilski Tovtri; escurçat: НПП «Подільські Товтри», NPP "Podilski Tovtry"). ES troba al sud-oest de la província de Khmelnitski prop de Kàmianets-Podilski. Comprèn una part dels tossals dels Tovtry. El seu punt més elevat és el tossal de Velyka Buhaïkha (Велика Бугаїха) (409 m). És rica en formacions càrstiques, com ara les coves o avencs d'Atlàntida i Zalutxanska.
- Parc nacional d'Azov-Syvaix (Азо́во-Сива́ський націона́льний приро́дний парк, Azovo-Syvaskyi natsionalnyi pryrodny park) a Crimea i l'óblast de Kherson. Aquest parc inclou una part de l'albufera o sistema d'albuferes del Syvaix i també l'illa de Byriutx (Бирю́чий о́стрів, Byriutxyi óstriv), gairebé ajuntada a la punta de terra (коса Федотова, kossà Fedótova, o punta de Fedótov) que tanca el lyman Utliutskyi (Утлюцький лиман) per la seva banda est, a l'oest de la mar d'Azov, a l'óblast de Kherson.
- Reserva de la biosfera del Danubi (Дуна́йський біосфе́рний запові́дник, Dunaiskyi biosfernyi zapovídnyk). Aquesta reserva al delta del Danubi forma part d'una reserva més gran transfronterera amb Romania.

## Demografia
| Composició ètnica d'Ucraïna                                    | Composició ètnica d'Ucraïna | Composició ètnica d'Ucraïna | Composició ètnica d'Ucraïna | Composició ètnica d'Ucraïna |
| -------------------------------------------------------------- | --------------------------- | --------------------------- | --------------------------- | --------------------------- |
|                                                                |                             |                             |                             |                             |
| Ucraïnesos                                                     | Ucraïnesos                  |                             | 77.8%                       | 77.8%                       |
| Russos                                                         | Russos                      |                             | 17.3%                       | 17.3%                       |
| Belarussos                                                     | Belarussos                  |                             | 0.6%                        | 0.6%                        |
| Moldaus                                                        | Moldaus                     |                             | 0.5%                        | 0.5%                        |
| Tàrtars de Crimea                                              | Tàrtars de Crimea           |                             | 0.5%                        | 0.5%                        |
| Búlgars                                                        | Búlgars                     |                             | 0.4%                        | 0.4%                        |
| Hongaresos                                                     | Hongaresos                  |                             | 0.3%                        | 0.3%                        |
| Romanesos                                                      | Romanesos                   |                             | 0.3%                        | 0.3%                        |
| Polonesos                                                      | Polonesos                   |                             | 0.3%                        | 0.3%                        |
| Jueus                                                          | Jueus                       |                             | 0.2%                        | 0.2%                        |
| Armenis                                                        | Armenis                     |                             | 0.2%                        | 0.2%                        |
| Grecs                                                          | Grecs                       |                             | 0.2%                        | 0.2%                        |
| Tàtars                                                         | Tàtars                      |                             | 0.2%                        | 0.2%                        |
| Gitanos                                                        | Gitanos                     |                             | 0.1%                        | 0.1%                        |
| Font: Composició ètnica de la població d'Ucraïna, Cens de 2001 |                             |                             |                             |                             |

Ètnia ucraïnesa a Ucraïna (2001)

D'acord amb el cens ucraïnès de 2001, l'ètnia ucraïnesa representaven el 77,8% de la població del país. Altres grups ètnics significant eren els russos (17,3%), els belarussos (0,6%), els moldaus (0,5%), els tàrtars de Crimea (0,5%), els búlgars (0,4%), els hongaresos (0,3%), romanesos (0,3%), els polonesos (0,3%), els jueus (0,2%), els armenis (0,2%), els grecs (0,2%), els tàrtars (0,2%), els gitanos (0,1%), els azeris (0,1%), els georgians (0,1%), els alemanys ètnics (0,1%), els gagaüsos (0,1%) i altres (0,4%). Les regions industrialitzades de l'est i el sud-est són les més poblades, i un 67,2% de la població viu en zones urbanes.
Es considera que Ucraïna està en una crisi demogràfica basant-se en l'alta taxa de mort i la baixa taxa de natalitat que té. Actualment, el país té una taxa de natalitat de 9,55 naixements/1.000 habitants, i una taxa de mortalitat de 15,93 morts/1.000 habitants. Un factor important en la contribució a la relativa alta mortalitat és l'alta taxa de mortalitat entre els homes (d'edat laboral) degut a causes que es poden prevenir, com ara el consum d'alcohol o del tabac. L'any 2007, va decréixer a un ritme que és el tercer més ràpid del món.

Població d'Ucraïna (en milions) durant el període 1950-2024.

Per mirar de mitigar aquest problema, el govern continua incrementant les ajudes per a la infantesa. L'estat aporta ajudes en pagaments de 12.250 hrívnies per al primer fill, 25.000 hrívnies pel segon i 50.000 hrívnies pel tercer i el quart, juntament amb pagaments mensuals de 154 hrívnies per fill. La tendència demogràfica està mostrant signes de millora, basant-se en el fet que la taxa de natalitat ha anat creixent progressivament des del 2001. Un creixement positiu de la població durant els primers nou mesos del 2007 es va registrar a 5 províncies del país (de 24), i la contracció de la població total va mostrar símbols d'una estabilització a nivell nacional. El 2007 la major taxa de naixements es va donar a les províncies de l'oest.
Durant els primers anys de la independència d'Ucraïna va tenir lloc una significativa migració. Més d'un milió de persones es varen moure cap al país durant el 1991 i 1992, majoritàriament provinents d'altres antigues repúbliques soviètiques. En total, entre els anys 1991 i 2004 2,2 milions de persones van immigrar a Ucraïna (entre ells, 2 milions provenien d'altres ex-repúbliques soviètiques), mentre que 2,5 milions van emigrar d'Ucraïna (entre ells, 1,9 milions van anar cap a altres antigues repúbliques de la Unió Soviètica). Actualment, els immigrats constitueixen, aproximadament, un 14,7% del total de la població (6,9 milions de persones); això fa que el país sigui el quart amb major immigració del món. El 2006, hi havia aproximadament 1.2 milions de canadencs amb ascendència ucraïnesa, convertint el Canadà en el tercer país del món amb més població ucraïnesa després de la mateixa Ucraïna i de Rússia. Altres països amb molta immigració ucraïnesa són els Estats Units d'Amèrica i l'Argentina.

## Llengües

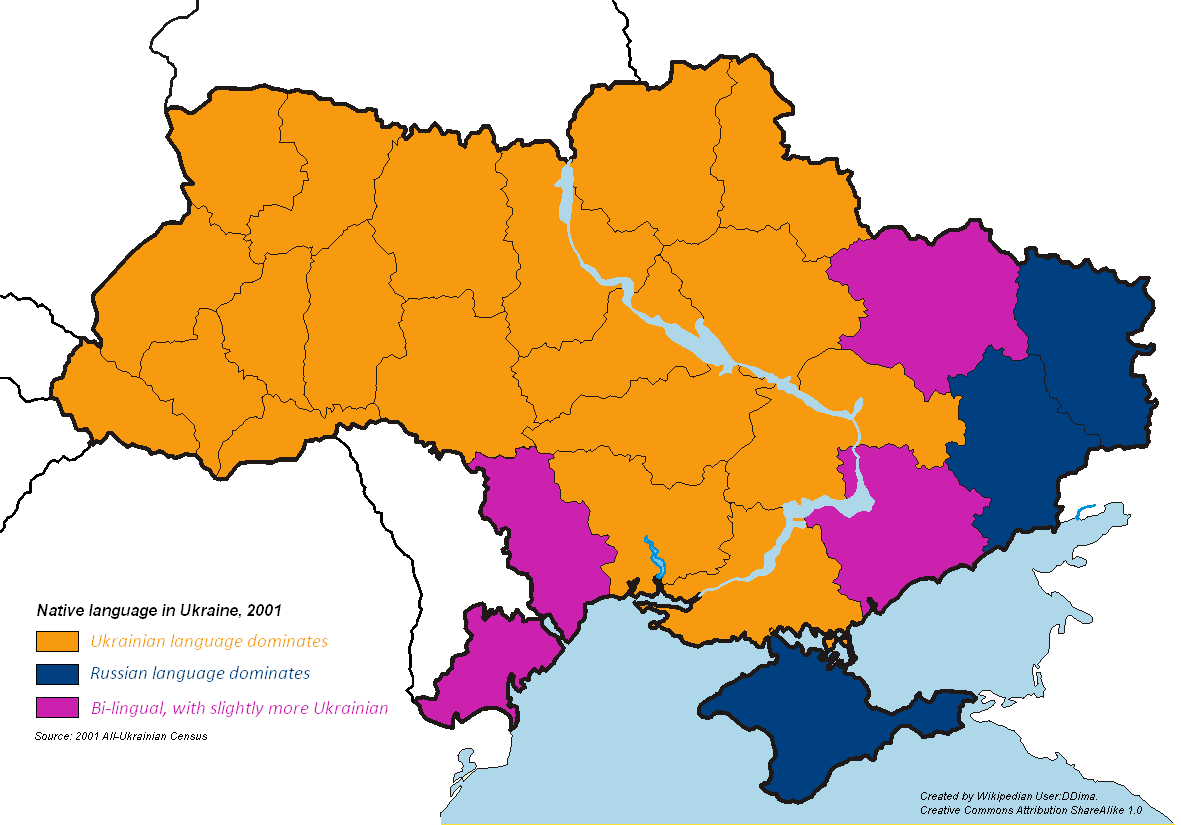
L'ucraïnès i el rus a Ucraïna d'acord amb el cens del 2001 (en anglès)

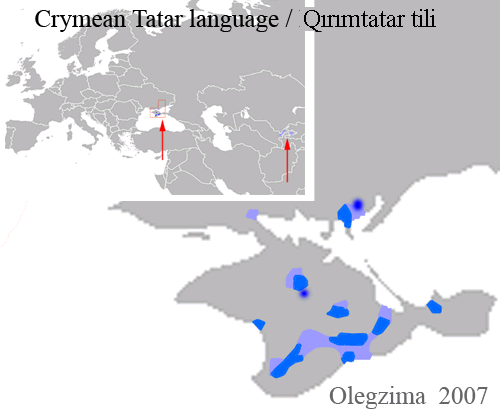
El tàtar de Crimea a Crimea i altres llocs

A Ucraïna, es parla l'ucraïnès com a llengua autòctona i oficial. També hi ha una part significativa de la població que parla el rus, sigui com a segona llengua o primera. Començant des de la Unió Soviètica, o en algunes regions abans, hi va haver un procés de russificació a Ucraïna. La pressió del rus sobre l'ucraïnès ha resultat en un fenomen que s'anomena súrjyk, és a dir, la barreja de l'ucraïnès amb el rus. La paraula súrjyk no es refereix (encara) a un dialecte ni té regles específiques, sinó denomina simplement el mal ús de l'ucraïnès, amb la incorporació (a vegades molt exagerada) de russismes.
Una altra de les llengües autòctones d'Ucraïna, a part de l'ucraïnès, és el tàtar de Crimea, de la família de llengües turqueses, que com el nom indica, es parla a la península de Crimea. També es parlava a zones properes a la dita península, com les óblasts de Kherson i Zaporíjia. Tot i així, són una minoria des de la seva deportació (cap al Kazakhstan i la part asiàtica de l'URSS) i dispersió en temps de Stalin, i lluiten per la supervivència del seu idioma enfront del rus. Gran part de Crimea, igual que la ciutat d'Odessa, són principalment russòfons, com ho són algunes parts de les óblasts de Donetsk i Luhansk.
També hi ha l'idioma rutè, considerat un idioma separat o dialecte de l'Ucraïnès per diferents experts. Es parla principalment a la Transcarpàcia.
Hi ha també minories d'armenis (Crimea, Bílhorod-Dnistrovskyi, ciutat i província de Lviv i Kàmianets-Podilski, per exemple), georgians (una mica per tot arreu), belarussos, moldaus, romanesos i hongaresos (zones frontereres), polonesos (óblasts de Volýn, Khmelnitski, per exemple), grecs (Crimea, costes de la mar Negra i mar d'Azov), jueus de parla jiddisch (particularment óblasts de Lviv, Odessa, i històricament, província de Khmelnitski i molts d'altres, de fet, tot el país), gitanos o roma (en particular a les óblasts de Txernivtsí i Ivano-Frankivsk, entre d'altres), alemanys ètnics i altres pobles de parla alemanya, gagaús, àzeris i d'altres. Els krymtxac són una altra minoria de Crimea. El seu idioma està amenaçat.
Diàspora ucraïnesa (Украї́нська діа́спора, Ukraïnska diàspora):
L'ucraïnès es parla, minoritàriament, a les regions properes de països fronterers, com ara Rússia, Belarús, Polònia, Eslovàquia i Hongria. També hi ha una nodrida diàspora ucraïnesa a altres parts del món (vegeu la secció sobre Demografia a dalt). Així algunes comunitats parlen ucraïnès a països com ara: el Canadà, els EUA, Austràlia, l'Argentina i Israel. En els últims temps, hi ha hagut molta emigració cap a altres països d'Europa, en particular: Polònia, Eslovàquia, República Txeca, Hongria, Itàlia, Regne Unit i Portugal.

## Religió
| Religió a Ucraïna                                  | Religió a Ucraïna                                  | Religió a Ucraïna | Religió a Ucraïna | Religió a Ucraïna |
| -------------------------------------------------- | -------------------------------------------------- | ----------------- | ----------------- | ----------------- |
| religió                                            |                                                    |                   | percentatge       |                   |
| Església Ortodoxa Ucraïnesa (Patriarcat de Kíev)   | Església Ortodoxa Ucraïnesa (Patriarcat de Kíev)   |                   | 50.4%             | 50.4%             |
| Església Ortodoxa Ucraïnesa (Patriarcat de Moscou) | Església Ortodoxa Ucraïnesa (Patriarcat de Moscou) |                   | 26.1%             | 26.1%             |
| Església grecocatòlica ucraïnesa                   | Església grecocatòlica ucraïnesa                   |                   | 8%                | 8%                |
| Església Ortodoxa Ucraïnesa Autocefàla             | Església Ortodoxa Ucraïnesa Autocefàla             |                   | 7.2%              | 7.2%              |
| Església Catòlica Romana                           | Església Catòlica Romana                           |                   | 2.2%              | 2.2%              |
| Protestantisme                                     | Protestantisme                                     |                   | 2.2%              | 2.2%              |
| Judaisme                                           | Judaisme                                           |                   | 0.6%              | 0.6%              |
| Altres                                             | Altres                                             |                   | 3.2%              | 3.2%              |

La principal religió a Ucraïna és el Cristianisme ortodox, dividida principalment en dus branques: una Església Ortodoxa sota jurisdicció del Patriarcat de Kíev i una altra regida pel Patriarcat de Moscou. Als anys noranta, una part de l'exarcat ucraïnès de l'Església Ortodoxa Russa es va declarar autocèfal, condició no reconeguda per les altres esglésies ortodoxes, per tant, actualment hi ha també la denominada Església ortodoxa autocèfala ucraïnesa.
La religió grecocatòlica, també anomenada de ritus uniat, que es podria anomenar una mena de fusió entre la religió ortodoxa i la catòlica, es practica principalment a l'oest del país (tot i que no exclusivament), en particular entre els rutens i els ucraïnesos en general a la Transcarpàcia i a les óblasts de Lviv, Ivano-Frankivsk i Txernivtsí, religió que també es practica a Romania (Església Romanesa Unida a Roma, o Església grecocatolica de Romania).
També hi ha comunitats de catòlics i protestants. El judaisme és prou important, amb una població de jueus asquenazites de parla jiddisch a diferents parts d'Ucraïna, amb els percentatges més alts de jiddisch-parlants a les ciutats de Lviv, Odessa, Txernivtsí i Kíev.
També s'ha de considerar que, com a la resta d'Europa i moltes altres parts del món d'avui, hi ha molts ateus i agnòstics a Ucraïna, cosa que el gràfic no pren en consideració.